# Sestřelení ruského bombardéru Suchoj Su-24 (2015)
K sestřelení ruského bombardéru Suchoj Su-24 tureckým bojovým letadlem F-16 došlo 24. listopadu 2015 během probíhající ruské intervence v Sýrii blízko syrsko-turecké hranice. Pilot i navigátor se katapultovali, ale pilot byl během seskoku zastřelen. Povstalecký bojovník obviněný z tohoto činu je v Turecku ve vazbě. Letoun dopadl na zem v syrském guvernorátu Latákija poblíž vesnice Bayir Bucak v oblasti obývané syrskými Turkmeny.

## Pozadí
Turecká účast v syrském konfliktu, kde Turecko stojí proti syrskému prezidentovi Bašáru Asadovi, vedla během války k řadě konfrontací mezi tureckou a syrskou stranou:
- 22. června 2012 byl turecký průzkumný letoun RF-4E Phantom sestřelen syrskou protivzdušnou obranou v syrském vzdušném prostoru nad Středozemním mořem.[2][3]
- 16. září 2013 sestřelila dvojice tureckých F-16C syrský vrtulník Mil Mi-17, který narušil turecký vzdušný prostor.[4]
- 23. března 2014 sestřelila turecká F-16C syrský MiG-23 v tureckém vzdušném prostoru.[5][6]

K narušením tureckého vzdušného prostoru ze strany ruských vojenských letounů během ruské intervence v Sýrii došlo poprvé 3. října 2015, kdy vzlétla turecká letadla poté, co ruské letadlo Suchoj Su-30SM překročilo turecké hranice. Rusko incident vysvětlovalo navigační chybou a špatným počasím. Následujícího dne turecký prostor narušil Su-24 a 5. října Turecko oznámilo narušení svého vzdušného prostoru neidentifikovaným MiGem-29, který zaměřil dvě turecká letadla F-16 hlídkující nad hranicí. Podle ruských zdrojů ruský kontingent v Sýrii tou dobou žádné MiGy-29 neměl a pokud byla turecká identifikace typu správná, jednalo se pravděpodobně o jeden ze syrských MiGů.
Turecko varovalo, že přelety svého vzdušného prostoru nebude tolerovat, a 16. října sestřelilo neidentifikované bezpilotní letadlo ruské výroby (pravděpodobně Orlan 10) které jej narušilo.

## Let

Dráhy letu podle ruské (červená) a turecké (šedá) strany

Ruský letoun Su-24M (mohlo se ale jednat i o Su-24M2) „bílá 83“ s posádkou pilot podpolkovnik (подполковник ~ podplukovník) Oleg Peškov (Олег Пешков) a navigátor/operátor zbraňových systémů kapitan (капитан ~ kapitán) Konstantin Murachtin (Константин Мурахтин) odstartoval v 8:42 místního času (UTC+2) 24. listopadu 2015 ze základny Hmímím jihovýchodně od Latákie. Stroj nesl čtyři tříštivo–trhavé pumy OFAB-250-270 a jeho úkolem bylo – spolu s dalším Su-24 – zaútočit na cíle v oblasti Kepir–Mortlu–Zachyja na severozápadě Sýrie u syrsko–turecké hranice. Oba letouny tak měly poskytnout vzdušnou podporu vojákům syrské armády, která zde čelí brigádám syrských Turkmenů ovládajících oblast. K Turkmenům se zde připojili bojovníci z organizací Džaíš al-Fatah a Fronty an-Nusrá (odnož Al-Káidy v Sýrii). Podle turecké strany v těchto oblastech nepůsobí příslušníci Islámského státu ani jiné teroristické skupiny, proti nimž Rusko podle svých prohlášení v Sýrii bojuje, ale dochází zde k bojům mezi syrskými vládními sílami a vzbouřenci z řad syrských Turkmenů, kteří spolupracují s SSA, frontou an-Nusrá a Ahrar aš-Šám (koalice islámských radikálních skupin Džaíš al-Fatah) v boji proti syrské armádě, Islámskému státu a Hizballáhu.
V době útoku ruské dvojice na pozemní cíl hlídkovala na turecké straně hranice – přibližně v prostoru Antakya – ve výšce 4200 metrů turecká stíhací F-16C od 181. nebo 182. Filo (~ letka) 8. Ana Jet Üs (~ základna nadzvukového letectva) z letecké základny Diyarbakır u stejnojmenného města v jihovýchodním Turecku.

## Sestřelení

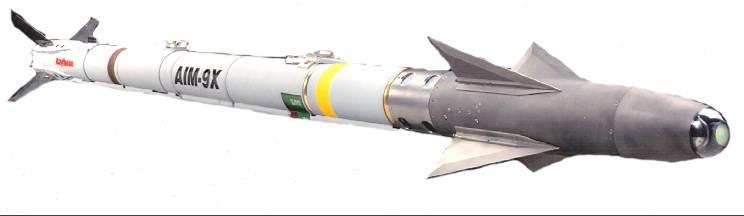
Raketa AIM-9X Sidewinder

V 9:24 místního času, těsně po odhození pum, byl ruský letoun zasažen tepelně naváděnou raketou vzduch-vzduch krátkého dosahu AIM-9X Sidewinder z turecké F-16C. Podle ruského ministerstva obrany byl letoun sestřelen během návratu na leteckou základnu Hmímím v Sýrii z výšky 6000 metrů, 1 kilometr od tureckých hranic v syrském vzdušném prostoru.
Podle prohlášení Turecka do Rady bezpečnosti OSN dvě letadla porušila turecký vzdušný prostor do hloubky 2 km po dobu asi 17 sekund, jedno z nich bylo sestřeleno a poté dopadlo na syrskou stranu turecko-syrské hranice. Na turecké straně hranice padající úlomky údajně zranily dva civilisty. Toto syrské území bylo pod kontrolou syrských Turkmenů. Podle Ankary bylo letadlo opakovaně varováno. Byl také zveřejněn zvukovým záznam varování a video se sestřelením ruského stroje. Americké bezpečnostní zdroje uvedly, že podle tepelné stopy byl ruský letoun zasažen po krátkém proniknutí nad Turecko v syrském vzdušném prostoru. Podle velitele ruských leteckých sil Su-24 nepřekročil tureckou hranici a naopak turecký F-16, který Su-24 sestřelil, vstoupil do vzdušného prostoru Sýrie po dobu 40 sekund a přelétal až 2 km uvnitř syrského území. Sestřelen byl prý nad územím ovládaném teroristy ze Severního Kavkazu a bývalých Sovětských republik.
Pilot Oleg Peškov a navigátor/operátor zbraňových systémů Konstantin Murachtin, se katapultovali ve výšce několika tisíc metrů. Oleg Peškov byl zastřelen syrskými Turkmeny ještě při klesání na padáku. Toto odporuje Ženevské úmluvě článku 42: Katapultovaný pilot v nouzi nesmí být předmětem útoku během jeho sestupu. Podle některých ruských zdrojů byl pilot Peškov při seskoku padákem zraněn a na zemi brutálně zabit. Povstalci uvedli, že stříleli na piloty v reakci na to, že letadlo shodilo na jejich území pumu. Bojovníci na videu u mrtvého vojáka křičeli například „Alláh Akbar“ a že by tělo mělo být spáleno. Video si nárokuje koalice islámských organizací Džaíš al-Islám (Islámská fronta). Šéf Brigády syrských Turkmenů nejprve prohlásil, že zastřelili oba piloty. Nicméně později se ukázalo, že Konstantina Murachtina zachránilo speciální komando ruské armády a syrští vojáci.

## Střelba na helikoptéry
Na záchranou misi na místo havárie byly ze základny Hmímím poslány během 15 minut od zjištění sestřelení dva vrtulníky a ne všechno šlo podle plánu. Podle Moskvy šlo o dva transportní vrtulníky Mil Mi-8AMTŠ s námořními pěšáky, povstalecké nahrávky ale zachytily jeden Mi-8 v doprovodu s Mi-24. Vrtulníky dorazily do cíle vzdáleného asi 50 km během pár minut a v hornatém a zalesněném terénu začaly velmi pomalu a nízko kroužit a hledat piloty, což bylo velmi riskantní. Jeden z těchto vrtulníků byl poškozen a donucen nouzově přistát střelbou z ručních zbraní syrských Turkmenů. Na palubě měl 3 členy posádky a 12 vojáků. Přistál sice u pozic syrských vojáků, kteří na něj mávali, ale ruští dezorientovaní vojáci se vydali směrem k povstalcům, kde se dostali do těžké palby. Tehdy asi zemřel ruský voják Alexandr Pozynič, který byl podle Rusů smrtelně raněn už při nouzovém přistávání ve vzduchu. Rusové se následně stáhli a zkontaktovali syrské vojáky, kteří jim přišli na pomoc. Zbytek posádky byl evakuován na ruskou základnu a zbylé vrtulníky se vrátily na základnu. Poškozený opuštěný Mi-8 později rebelové zničili. Na internetovém kanálu spojovaném s 1. pobřežní divizí (organizace spadající pod Svobodnou syrskou armádu) se poté objevilo video, na kterém je vrtulník Mi-8AMTŠ zničen na zemi zásahem americké protitankové střely BGM-71 TOW.
V nové vlně záchranné akce se do pátrání po pilotovi zapojila tři syrská komanda s podporou ruských letadel. Akci údajně řídil íránský generál Kásim Sulejmání. Za soumraku našel pilota ruský bezpilotní letoun, který navedl záchranáře na místo. Během akce, která vedla po 12 hodinách k úspěchu, bylo zraněno několik syrských vojáků a nikdo nebyl zabit.

## Diplomatická přestřelka

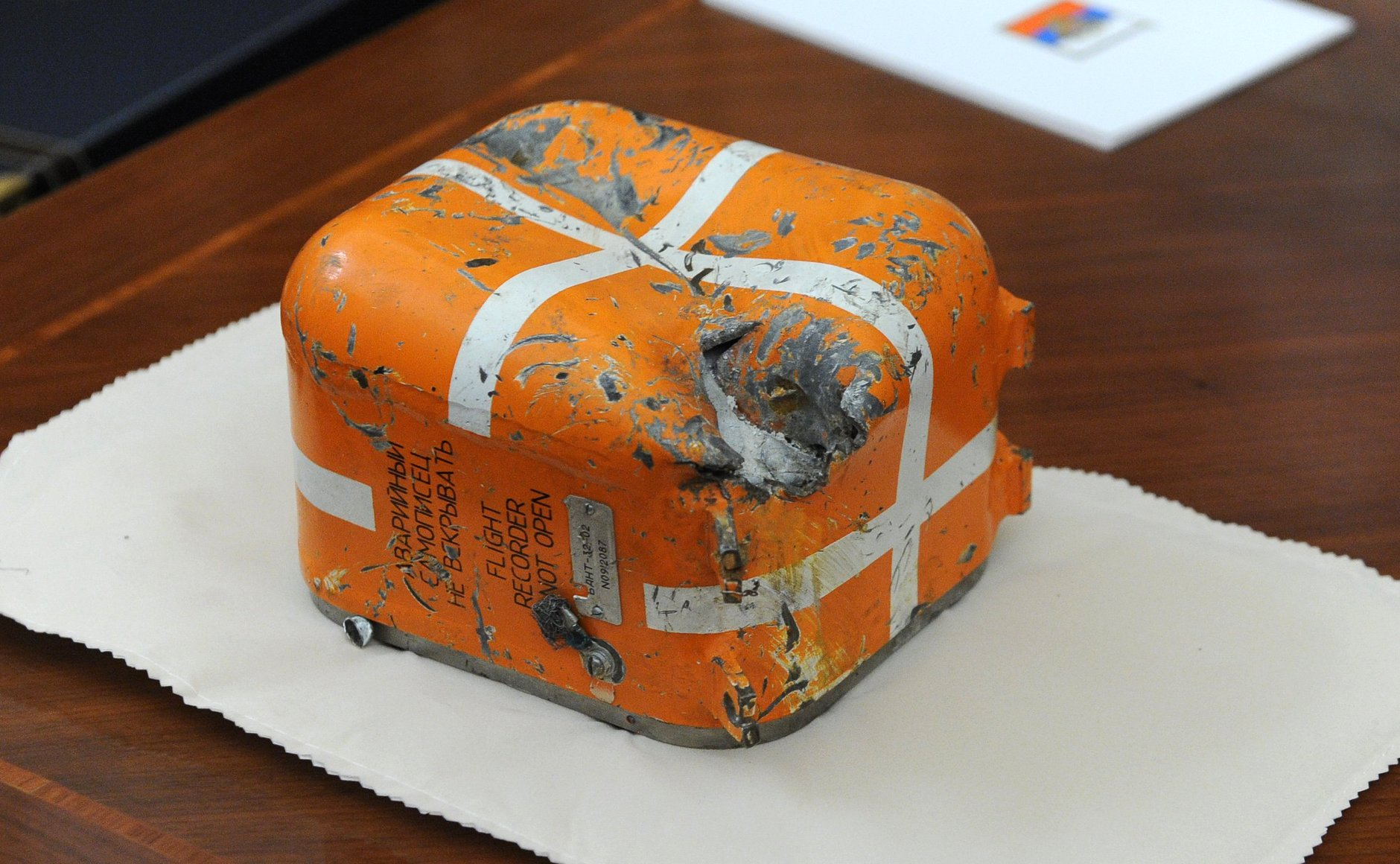
černá skříňka ze sestřeleného letounu

Událost způsobila ostrou diplomatickou roztržku mezi Tureckem a Ruskem. Zatímco Turecko tvrdilo, že ruský letoun narušil vzdušný prostor Turecka na 17 sekund a byl před sestřelením desetkrát varován, Rusko tvrdilo, že turecký vzdušný prostor letoun nenarušil a že Turecko nijak neohrožoval. Událost vedla ke zvýšení napětí na Blízkém východě a přivedla rusko-turecké vztahy k bodu mrazu.
Zachráněný navigátor Konstantin Murachtin popřel, že by došlo k porušení tureckého vzdušného prostoru a řekl, že posádka nijak varována nebyla: „Nebylo žádné varování. Ani přes rádio, ani vizuálně. Kontakt nebyl vůbec žádný. Raketa nás zasáhla zcela nečekaně. Nestihli jsme ji ani zpozorovat, abychom provedli úhybné manévry.“
Ještě týž den Turecko svolalo kvůli incidentu schůzku NATO. Ruský prezident Vladimir Putin označil sestřelení za „bodnutí do zad“ a označil Turecko za „komplice teroristů“. Ruský ministr zahraničí Sergej Lavrov zrušil návštěvu Turecka plánovanou na 25. listopadu 2015. Putin prohlásil, že pilot Peškov obdrží nejvyšší ruské vyznamenání Hrdina Ruské federace in memoriam, Murachtin a Pozynič pak Řád za statečnost. Ruský generálporučík Sergej Rudskoj prohlásil, že ruský letoun nevstoupil do vzdušného prostoru Turecka, byl sestřelen na syrském území a trosky dopadly 4 kilometry v hloubi syrského území a že naopak turecký stíhací letoun se nepokusil navázat jakékoliv spojení a narušil letecký prostor Sýrie. Označil to za „flagrantní porušení mezinárodního práva“.

### Odveta Ruska
Dne 26. listopadu Rusko oznámilo přerušení veškerých komunikačních kanálů s Tureckem, včetně „horké linky“ která měla zabránit incidentům během leteckých operací nad Sýrií. Jako varování Turecku vyslalo Rusko k syrskému pobřeží křižník Moskva a na letecké základně Hmímím, vzdálené jen 50 km od syrsko-turecké hranice, umístilo nejmodernější ruský protiletadlový systém S-400. Střely tohoto systému dokážou sestřelit letadlo z výšky 30 kilometrů a operační dosah je až 400 kilometrů. V platnost vešla i další opatření, ruské bombardéry například začaly operovat v doprovodu stíhaček. Turecko reagovalo rozmístěním mobilního rušícího systému KORAL u hranice se Sýrií.
Rusko omezilo cesty občanů do Turecka a zkomplikovalo cestu tureckým kamionům. Turecko doporučilo svým občanům necestovat do Ruska. 28. listopadu 2015 Vladimir Putin vyhlásil dekretem proti Turecku dočasné sankce, kdy budou odvolána, se v dekretu nepíše. Rusko zakázalo dovoz některého tureckého zboží, vyřazení tureckých firem z ruských zakázek a obecně z některých oborů, zesílení kontrol tureckých vozidel a plavidel, zákaz ruským leteckým společnostem prodávat zájezdy do Turecka a od prvního ledna zákaz zaměstnávání tureckých občanů a zrušení bezvízového styku. Turecko bylo spolu s Egyptem a Kyprem nejoblíbenější destinací ruských turistů. Turecký prezident Recep Tayyip Erdoğan týž den projevil lítost nad událostí: „Přejeme si, aby se to bývalo nestalo, ale stalo se to. Doufám, že se něco podobného nebude opakovat,“ řekl v projevu. Omluvit se však již dříve odmítl.
V Rusku vznikla odvetná kampaň proti Turecku, svou silou připomínající kampaň proti Ukrajině po tom, co se Kyjev odklonil od Moskvy. Ve středu 25. listopadu účastníci neohlášené demonstrace v Moskvě zaútočili na budovu tureckého vyslanectví, čemuž ruská policie přihlížela, aniž by proti nim zasáhla. Na začátku prosince se tvrdá masivní antikampaň přes očekávání uklidnění situace po vyhlášení ruských sankcí dále stupňovala. Rusko oznámilo přerušení přípravných prací na ropovodu Turkish Stream. Aktivisté z mládežnického křídla konzervativní strany „Rodina“ v Moskvě nesli v rakvi panáka, znázorňujícího tureckého prezidenta, na Krymu jiní aktivisté panáka s jeho podobou zapálili a provolávali: „Pryč s IS.“ Ve městech byly vyvěšovány protiturecké plakáty. V Simferopolu chtěli přejmenovat Tureckou ulici na ulici Olega Peškova, pilota, který byl po sestřelení letadla zabit. Turci se báli vyhoštění a raději nevycházeli ven. Vedení Ruského fotbalového svazu vyzvalo kluby, aby nesjednávaly kontrakty s tureckými hráči. V Petrohradu tajná policie FSB prohledala sídla sedmi tureckých obchodních společností. V Turecku už nezůstávali prakticky žádní ruští turisté a stahovali se odtud ruští studenti a autodopravci. Státní duma chystá zrušit poslaneckou prodejnu tureckých sladkostí, podle poslance Andreje Svincova v těchto sladkostech může být jed, který by vyhladil celou dumu.
Rusko už několikrát obvinilo turecké vedení, že kupuje od Islámského státu ropu a že na tom vydělává i prezident a jeho rodina. Ten to popřel a zdůraznil, že pokud se něco takového prokáže, rezignuje. Ruský generální štáb jako důkaz předložil satelitní snímky cisteren pohybujících se k hranicím a další důkazy se zatím ministerstvo obrany vydat nechystá. Turci obviňují Moskvu z téhož a navíc mluví o tom, že Rusko používá propagandu jako za Sovětského svazu. Je přitom složité prokázat viníka, protože ropu v Sýrii prodává a kupuje mnoho překupníků.

### Normalizace vztahů
Navzdory předchozím prohlášením zaslal 27. června 2016 Erdoğan svému protějšku Putinovi omluvný dopis, v němž vyjádřil lítost nad incidentem a soustrast pozůstalým. Ruská strana dopis přijala jako omluvu Turecka, ačkoliv turecká prezidentská kancelář se takovému označení dopisu vyhýbala a popsala jej pouze jako projev lítosti a omluvu rodině zabitého pilota. V následujících dnech mezi prezidenty proběhl první telefonát od sestřelení letounu, v němž se dohodli na zahájení normalizace vztahů mezi oběma zeměmi.
Piloti, kteří měli sestřelit ruské letadlo, byli po neúspěšném pokusu o vojenský převrat v Turecku vzati do vazby a jsou dotazováni na vazby s gülenisty. Podle Erdogana je možné, že piloti svým rozhodnutím chtěli narušit vztahy mezi Tureckem a Ruskem.

## Mezinárodní reakce
- NATO: Generální tajemník NATO Jens Stoltenberg vyzval oba státy (Rusko a Turecko) k uklidnění situace a řekl: „Opakovaně jsme dali najevo, že jsme solidární s Tureckem“ přičemž zdůraznil, že další vývoj situace bude Aliance bedlivě sledovat.[66]
- Evropská unie: Předseda Evropské rady Donald Tusk prostřednictvím svého účtu na Twitteru vzkázal: „V tuto nebezpečnou chvíli, po sestřelení ruské stíhačky je nezbytné si zachovat chladnou hlavu a udržet klid“.[67]
- Česko: Prezident Miloš Zeman na velitelském shromáždění české armády odsoudil krok Turecka jako příliš radikální: „Je občas vyslovováno podezření, že Turecko neformálně spolupracuje s ISIL, tedy s Islámským státem, a vzhledem k tomu, že ruské letectvo bojuje proti Islámskému státu, tak samozřejmě toto sestřelení se zdá být až příliš radikálním opatřením, které pouze zhorší atmosféru v dané oblasti“.[68] Zároveň premiér Bohuslav Sobotka a ministr zahraničí Lubomír Zaorálek vyzvali k lepší koordinaci.[69]
- Německo: Německá kancléřka Angela Merkelová řekla, že každá země má právo bránit si svůj vzdušný prostor.[70]
- Spojené království: Britský premiér David Cameron uvedl, že sestřelení jakéhokoli letounu v jakékoli části světa je problém, ale v první řadě se musí pečlivě zjistit, co se vůbec stalo.[71]
- Spojené státy americké: Prezident Barack Obama vyslovil oficiální podporu Turecku se slovy: „Turecko jako jakákoli jiná země má právo bránit své území a svůj vzdušný prostor“.[66]
- Irák: Irácký viceprezident Núrí Málikí obvinil Turecko z aplikace dvojího metru, jelikož turecké letouny bombardující Kurdy v Iráku a pravidelně narušují vzdušný prostor tohoto státu.[72]

## Pokračování v narušování vzdušného prostoru Turecka Ruskou federací
29. ledna 2016 údajně opět narušil ruský stroj Su-34 turecký vzdušný prostor, což ale ruské ministerstvo obrany popřelo. NATO vyzvalo Rusko, aby nedocházelo k dalšímu narušování tureckého vzdušného prostoru, kde podle tureckých zdrojů byl Su-34 asi na 20–25 sekund. Jednalo se o provincii Gaziantep u turecko-syrských hranic. V prohlášení tureckého ministra zahraničí zaznělo, že ruský Su-34 narušil turecký vzdušný prostor v 11:46 místního času tento pátek a ignoroval několik varování v ruštině a angličtině.